# Halowe Mistrzostwa Czech w Lekkoatletyce 2016
Halowe Mistrzostwa Czech w Lekkoatletyce w 2016 – halowe zawody lekkoatletyczne organizowane przez Český atletický svaz, które odbyły się 27 i 28 lutego w Ostrawie.

## Rezultaty
| PB - rekord życiowy \| SB - najlepszy wynik w sezonie \| NR – halowy rekord kraju |

### Mężczyźni
| Konkurencja:              | 1. miejsce                                                      | Rezultat | 2. miejsce                                                        | Rezultat | 3. miejsce                                                           | Rezultat |
| Bieg na 60 m              | Jan Veleba                                                      | 6,70     | Zdeněk Stromšík                                                   | 6,73     | Marcel Kadlec                                                        | 6,82     |
| Bieg na 200 m             | Pavel Maslák                                                    | 20,78    | Jiří Polák                                                        | 21,40    | Michal Tlustý                                                        | 21,79    |
| Bieg na 400 m             | Michal Desenský                                                 | 46,94    | Jan Tesař                                                         | 47,33    | Vít Müller                                                           | 47,52    |
| Bieg na 800 m             | Filip Šnejdr                                                    | 1:53,24  | Daniel Musil                                                      | 1:53,79  | Tomáš Vystrk                                                         | 1:53,83  |
| Bieg na 1500 m            | Filip Sasínek                                                   | 3:41,45  | Petr Vitner                                                       | 3:48,99  | Josef Šimsa                                                          | 3:54,26  |
| Bieg na 3000 m            | Adam Zenkl                                                      | 8:29,05  | Pavel Dymák                                                       | 8:31,16  | Michal Šmahel                                                        | 8:33,77  |
| Bieg na 60 m przez płotki | Martin Mazáč                                                    | 7,82     | Petr Peňáz                                                        | 7,83     | Václav Sedlák                                                        | 7,87     |
| Sztafeta 4 × 200 m        | Dukla Praha Patrik Šorm Jan Kubista Martin Sadil Matěj Pavlíček | 1:28,29  | Slavia Praha Michal Tlustý Václav Barák Daniel Musil Filip Šnejdr | 1:28,67  | Slovan Liberec Vojtěch Svoboda Radek Povýšil David Kolář Jan Trafina | 1:29,16  |
| Skok wzwyż                | Jaroslav Bába                                                   | 2,26     | Matyáš Dalecký                                                    | 2,13     | Martin Heindl                                                        | 2,13     |
| Skok o tyczce             | Jan Kudlička                                                    | 5,77     | Michal Balner                                                     | 5,50     | Lukáš Posekaný                                                       | 5,00     |
| Skok w dal                | Radek Juška                                                     | 8,01     | Jiří Vondráček                                                    | 7,50     | Jiří Sýkora                                                          | 7,31     |
| Trójskok                  | Jiří Zeman                                                      | 15,42    | Jiří Vondráček                                                    | 15,39    | Adam Pašiak                                                          | 15,34    |
| Pchnięcie kulą            | Tomáš Staněk                                                    | 20,90    | Martin Novák                                                      | 19,36    | Tomáš Kozák                                                          | 16,38    |
| Siedmiobój                | Adam Helcelet                                                   | 5965     | Marek Lukáš                                                       | 5695     | David Hájek                                                          | 5033     |

### Kobiety
| Konkurencja:              | 1. miejsce                                                               | Rezultat | 2. miejsce                                                                   | Rezultat | 3. miejsce                                                                         | Rezultat |
| Bieg na 60 m              | Barbora Procházková                                                      | 7,43     | Nikola Bendová                                                               | 7,50     | Marcela Pírková                                                                    | 7,55     |
| Bieg na 200 m             | Jana Slaninová                                                           | 24,23    | Barbora Procházková                                                          | 24,27    | Barbora Dvořáková                                                                  | 24,30    |
| Bieg na 400 m             | Zuzana Hejnová                                                           | 52,34    | Zdeňka Seidlová                                                              | 54,47    | Helena Jiranová                                                                    | 55,11    |
| Bieg na 800 m             | Alena Ulrichová                                                          | 2:09,87  | Kristiina Mäki                                                               | 2:11,50  | Eliška Kutrová                                                                     | 2:12,05  |
| Bieg na 1500 m            | Michaela Drábková                                                        | 4:27,86  | Simona Vrzalová                                                              | 4:28,54  | Lucie Maršánová                                                                    | 4:28,91  |
| Bieg na 3000 m            | Tereza Čapková                                                           | 9:26,35  | Moira Stewartová                                                             | 9:33,49  | Lucie Maršánová                                                                    | 9:33,98  |
| Bieg na 60 m przez płotki | Kateřina Cachová                                                         | 8,14     | Lucie Koudelová                                                              | 8,23     | Karolina Hlavatá                                                                   | 8,27     |
| Sztafeta 4 × 200 m        | USK Praha Lucie Domská Pavla Humpolíková Klára Seidlová Karolina Hlavatá | 1:38,92  | Olymp Brno Karolína Strnadová Lucie Krupařová Marcela Pírková Pavla Hřivnová | 1:39,82  | Dukla Praha Barbora Dvořáková Kateřina Dvořáková Tereza Semecká Karolína Jirmanová | 1:39,91  |
| Skok wzwyż                | Michaela Hrubá                                                           | 1,93     | Nikola Strachová                                                             | 1,80     | Eliška Klučinová                                                                   | 1,80     |
| Skok o tyczce             | Romana Maláčová                                                          | 4,50     | Jiřina Ptáčníková                                                            | 4,40     | Rebeka Šilhanová                                                                   | 4,15     |
| Skok w dal                | Kateřina Cachová                                                         | 6,28     | Tereza Vokálová                                                              | 6,08     | Anna Švecová                                                                       | 5,90     |
| Trójskok                  | Dominika Horniaková                                                      | 12,84    | Lenka Brázdilová                                                             | 12,34    | Žofie Janoušková                                                                   | 12,24    |
| Pchnięcie kulą            | Markéta Červenková                                                       | 16,31    | Petra Klementová                                                             | 15,63    | Gabriela Pallová                                                                   | 15,02    |
| Pięciobój                 | Kateřina Cachová                                                         | 4506     | Michaela Broumová                                                            | 3680     | Michaela Svojanovská                                                               | 3351     |